# Vassili Fersen
Pour les articles homonymes, voir Fersen.
Vassili Nikolaïevitch Fersen (en allemand : Wilhelm von Fersen, en russe : Василий Николаевич Ферзен) né le 14 mai 1858 et mort le 6 mai 1937 à Pärnu en Estonie, est un officier de la Marine impériale de Russie, vice-amiral, héros de la bataille de Tsushima (27 mai et 28 mai 1904), descendant de la famille allemande Fersen arrivée en Estonie avant 1535.

## Carrière dans la Marine impériale de Russie
(février 2022).
- 15 septembre 1875 - Vassili Nikolaïevitch Fersen entra à l'École navale.
- 1846 - Entra en service actif dans la Marine impériale de Russie.
- 1878-1879 - Entreprit une expédition à bord du croiseur Asie en Extrême-Orient.
- 1er mai 1878 - il fut promu garde-marine (grade en vigueur dans la Marine impériale de Russie de 1716 à 1917).
- 30 août 1880 - Vassili Nikolaïevitch Fersen fut élevé au grade d'adjudant (aspirant de marine).
- Il entreprit une expédition dans la Pacifique à bord du croiseur Afrique
- 10 juillet 1883 - il accosta dans le port de Kronstadt.
- 1er janvier 1885 - Vassili Nikolaïevitch Fersen fut promu au grade de lieutenant de marine.
- 14 octobre 1885 - il servit à bord de la canonnière Bobr (Бобр)
- 1886-1888 - Participa à une expédition en Extrême-Orient.
- 1895 - Officier sur un mouilleur de mines
- 1897-1899 - Officier principal sur le croiseur Afrique
- 18 avril 1899 - Vassili Nikolaïevitch Fersen fut élevé au grade de capitaine 2e classe (grade correspondant à celui de lieutenant-colonel dans l'infanterie ou l'armée de l'air).
- 28 septembre 1899 à 1902 - Officier de la Marine des États-Unis.
- 19 octobre 1900 - Il fut affecté au 4e équipage naval.
- 7 octobre 1902 - Nommé commandant du croiseur Izoumroud (L'émeraude).
- 17 septembre 1903 à 1904 - Étudia à l'Académie des Sciences de Nikolaïev.
- 1903 - Vassili Nikolaïevitch Fersen intégra la 2e escadre du Pacifique.
- Les 27 mai et 28 mai 1904 - Il prit part à la bataille de Tsushima. Il refusa d'obtempérer aux ordres de l'amiral Nikolaï Ivanovitch Nebogatov demandant une capitulation.
- 29 mai 1904 - Il dirigea le croiseur Izoumroud dans le golfe de Vladimir puis ordonna son sabordement, pour cet acte de désobéissance il ne fut pas inquiété.
- 1905 - Vassili Nikolaïevitch Fersen fut promu capitaine 2e classe (grade correspondant à celui de colonel dans l'infanterie ou l'armée de l'air).
- 1906-1907 - Il fut nommé commandant du port de Vladivostok
- Mars 1908 à janvier 1909 - Le commandement de l'Aurora lui fut confié.
- 1910 - Vassili Nikolaïevitch Fersen fut élevé au grade de vice-amiral de la Marine impériale de Russie.
- 1909-1910 - Il fut nommé commandant en chef du minage de la mer Baltique.
- 1911-1913 - Il exerça le commandement d'une escadre de croiseurs en mer Baltique.
- 1913-1914 - Chef de brigade de croiseurs en mer Baltique.
- 13 avril 1917 - Il démissionna de ses fonctions dans la Marine impériale de Russie.
- 1917 - Il émigra en Estonie, il vécut à Pärnu.
- 8 mai 1937 - Vassili Nikolaïevitch Fersen décéda à Pärnu.

## Distinctions

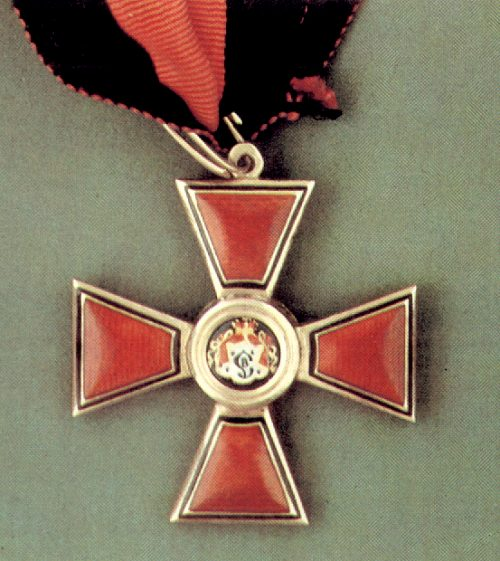
Ordre de Saint Vladimir (3e classe)

- 1896  : Médaille d'argent à la mémoire du règne d'Alexandre III de Russie.
- 6 décembre 1898 : Ordre de Saint-Stanislas (2e classe).
- 14 avril 1902 : Ordre de Sainte-Anne (2e classe).
- 1902 : Ordre du Lion et du Soleil (Perse).
- 1906 : Médaille de bronze commémorant la Guerre russo-japonaise de 1904-1905.
- 1906 : Ordre de Saint-Vladimir (3e classe).
- 1912 : Ordre de Saint-Stanislas (1re classe).
- 1913 : Médaille de bronze commémorant les 300 ans de règne de la Maison des Romanov.
- 1914 : Ordre de Sainte-Anne (1re classe).
- 1915 : Médaille de bronze en commémoration de la bataille de Gangut.
- 6 février 1915 : Ordre de Saint-Vladimir (2e classe).

## Sources
- (ru) Cet article est partiellement ou en totalité issu de l’article de Wikipédia en russe intitulé « Ферзен, Василий Николаевич » (voir la liste des auteurs).